# San Simón (estación)
San Simón es una de las estaciones que forman parte del Metrobús de la Ciudad de México; se ubica al norte de la Ciudad de México, en la alcaldía de Cuauhtémoc.

## Información general
El nombre de la estación lo toma de la Calzada San Simón,  su ícono representa la silueta de dicho santo. 
La calzada San Simón lleva este nombre debido a que en los terrenos en la que se ubica se encontraba el pueblo de San Simón Tolnahuac. Alrededor de 1873 se inició este fraccionamiento en los terrenos del pueblo. El un antiguo pueblo conformó parte del señorío de Tlatelolco y con el paso de los años se fue integrado a la Ciudad de México, sus tierras fueron de propiedad ejidal y se fueron fraccionando conforme creció la capital.
A partir del último cuarto del siglo XIX, fue poblada por trabajadores ferrocarrileros por la proximidad de la estación de Nonoalco. Durante muchos años, en la esquina que forman las calles de Manuel González y Lerdo estuvo la estación de ferrocarril de Monte Alto, llamada “Nonoalco”. Su avenida principal fue la llamada San Simón Atlampa que cruzaba el pueblo en su parte media.

### Conexiones
- Corredor CONGESA

## Sitios de interés
- CECyT 12 José María Morelos del IPN
- Parque la Ballenita (San Simón)
- Parque Sándalo
- Zona Industrial de Santa María Insurgentes